# Oreocarya tumulosa
Oreocarya tumulosa är en strävbladig växtart som beskrevs av Edwin Blake Payson. Oreocarya tumulosa ingår i släktet Oreocarya och familjen strävbladiga växter. Inga underarter finns listade i Catalogue of Life.